# Рудольф Витлачил
Рудольф Витлачил (чеськ. Rudolf Vytlačil, 9 лютого 1912, Швехат — 1 червня 1977, Швехат) — чехословацький футболіст, що грав на позиції нападника, зокрема, за клуб «Славія», а також національну збірну Чехословаччини. По завершенні ігрової кар'єри — тренер.
Шестиразовий чемпіон Чехословаччини. Дворазовий володар Кубка Чехії. Володар Кубка Мітропи. Дворазовий чемпіон Австрії (як тренер). Володар Кубка Австрії (як тренер).

## Клубна кар'єра
У футболі дебютував 1930 року виступами за команду «Слован» (Відень), в якій провів два сезони.
Згодом з 1932 по 1935 рік грав у складі команд «Рапід» (Відень), «Вінер Атлетік» та «Фаворитнер Спортклуб».
1935 року перейшов до клубу «Славія», прийняв чехословацьке громадянство. Чеський клуб заплатив «Фаворитнеру» 25 000 крон. Дебютував в матчі проти «Кладно» (9:1) 27 січня 1935 року. Відіграв за клуб 9 сезонів. За цей час шість разів став чемпіоном Чехословаччини, двічі виборов титул володаря Кубка Чехії та Кубка Мітропи. Завершив професійну кар'єру футболіста виступами за команду «Славія» (Прага) у 1944 році. За «Славію» в усіх турнірах зіграв 220 матчів і забив 104 голи (або 108 голів за фншими даними).
Через чисельні травми йому довелося робити операції на менісках обох ніг.

## Виступи за збірну
13.12.1936 року дебютував в офіційних матчах у складі національної збірної Чехословаччини. Протягом кар'єри у національній команді провів у її формі 1 матч в Генуї проти Італії (0-2).
У складі збірної був учасником чемпіонату світу 1966 року в Англії, чемпіонату Європи 1960 року у Франції, на якому команда здобула бронзові нагороди, чемпіонату світу 1962 року у Чилі, де разом з командою здобув «срібло».

## Кар'єра тренера
Розпочав тренерську кар'єру невдовзі по завершенні кар'єри гравця, 1947 року, очоливши тренерський штаб клубу «Радомяк» (Радом).
1949 року став головним тренером команди «Техномат» (Теплиці), тренував команду з Теплиць два роки.
Згодом протягом 1952—1953 років очолював тренерський штаб клубу «Банік».
1958 року прийняв пропозицію попрацювати у національній збірній Чехословаччини. Залишив збірну Чехословаччини 1963 року. Згодом працював з чехословацькою командою також протягом частини 1964 року.
1965 року був запрошений керівництвом клубу «Левскі» очолити його команду, з якою пропрацював до 1966 року.
Протягом частини 1966 року також очолював тренерський штаб збірної команди Болгарії. Зокрема керував діями болгарської збірної на тогорічному чемпіонаті світу, де вона поступилася в усіх трьох матчах групового етапу.
Того ж 1966 року став головним тренером австрійського «Рапіда» (Відень), тренував віденську команду два роки.
Згодом протягом 1970—1971 років знову працював у Болгарії, очолював тренерський штаб «Левскі».
Протягом тренерської кар'єри також очолював команди «Крила власті» (Оломоуц), «Ботострой» (Злін) та «Спартак» (Радотін).
Останнім місцем тренерської роботи був клуб «Славія», головним тренером команди якого Рудольф Витлачил був протягом 1973 року.
Помер 1 червня 1977 року на 66-му році життя у місті Швехат.

## Титули і досягнення

### Як гравця
- Чемпіон Чехословаччини (6):

«Славія»: 1935, 1937, 1940, 1941, 1942, 1943
- Володар Кубка Чехії (2):

«Славія»: 1941, 1942
- Володар Кубка Мітропи (1):

«Славія»: 1938

### Як тренера
- Чемпіон Австрії (2):

«Рапід» (Відень): 1967, 1968
- Володар Кубка Австрії (1):

«Рапід» (Відень): 1967
- Срібний олімпійський призер: 1964
- Віце-чемпіон світу: 1962